# Santissimo Redentore e Sant'Alfonso in Via Merulana (titre cardinalice)
Le titre cardinalice de Santissimo Redentore e Sant'Alfonso in Via Merulana est érigé par le pape Jean XXIII le 30 décembre 1960. Il est rattaché à l'église Sant'Alfonso all'Esquilino qui se trouve dans le rione de l'Esquilin à l'est de Rome.

## Titulaires
| - Joseph Elmer Ritter (1961-1967) - José Clemente Maurer (1967-1990) - Anthony Joseph Bevilacqua (1991-2012) - Vincent Nichols depuis 2014 |